# Sankyō (Aikidō)

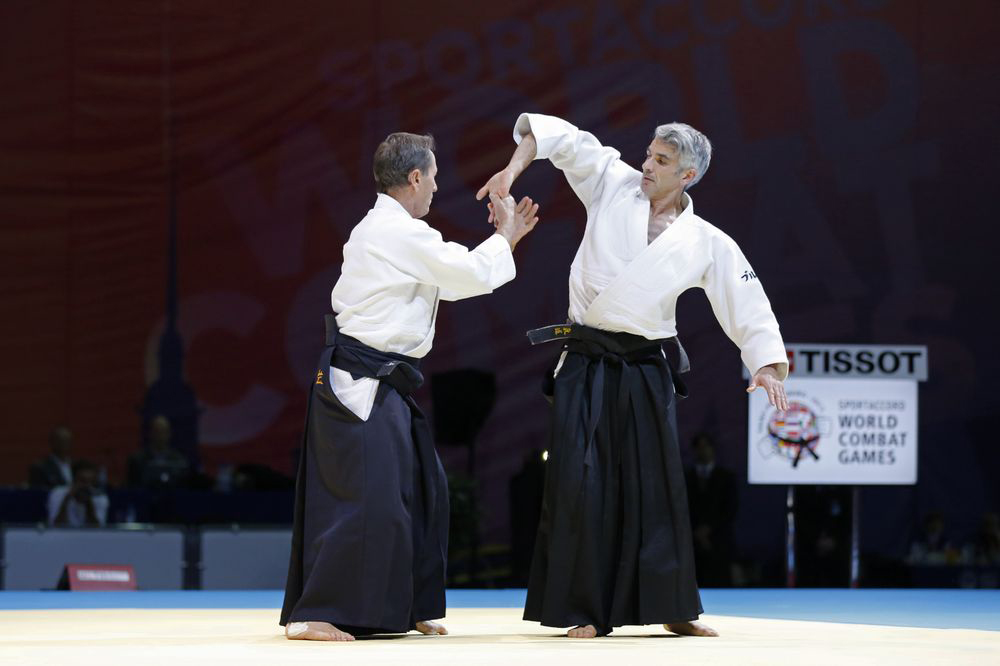
Tissier Shihan wendet Sankyō gegen Bruno Gonzalez an.

Sankyō bezeichnet in der japanischen Selbstverteidigungskunst Aikido eine bestimmte Technik, die aus einem Bewegungsablauf des Schwertkampfes (Kenjutsu) abgeleitet wurde und die schließlich in eine Haltetechnik mündet (Kote hineri 小手捻り, Handdreh-Griff).

## Namensgebung
Im Japanischen bezeichnet die Silbe san das dritte Element in einer Reihenfolge. Kyō bezeichnet in den Kampfkünsten ein technisches Prinzip bzw. eine Anwendung. Somit heißt Sankyō „die dritte Technik“.

## Ursprung der Bewegung
Im Aikidō werden die Techniken abgeleitet von der Handhabung des japanischen Schwertes, des Katana. Das Schwert wird traditionell mit beiden Händen gefasst, wobei die rechte Hand vorne, die linke hinten am Schwertgriff gesetzt wird. 
Sankyo entspricht der Bewegung, bei welcher das Schwert von einer Stellung mit nach unten gerichteter Spitze (frontal oder seitlich gehalten) hoch geführt wird zur linken Schulter. Dabei wird das Schwert so geführt, dass die Schneide während des Hochziehens nach vorne weist. Dies sorgt dafür, dass selbst die einfache Bewegung des Hochziehens des Schwertes für einen Kontrahenten mit Gefahr verbunden ist (vergl. Hochschleudern des Schwertes zur linken Schulter mit führendem Schwertrücken, Bewegung uke nagashi, Aikidotechnik Shihō nage). Nach Ende der Bewegung auf Schulterhöhe wird die Klinge nach vorne in Blickrichtung des Schwertkämpfers, also wiederum zum Kontrahenten, gedreht. Die Spitze weist dann senkrecht nach oben.
Diese Haltung mit dem Schwert seitlich an der linken Schulter mit nach oben weisender Spitze und nach vorne gerichteter Klinge wird hasso gamae genannt.
Wird das Schwert nach dem Hochführen zur rechten Schulter geführt, entsteht die Stellung gyaku hasso gamae.

## Sankyō (Aiki-ken)
Zum besseren Verständnis unterscheidet man folgende Ausgangslagen:
- Der Angreifer führt das Schwert, der Verteidiger ist waffenlos.
- Der Verteidiger führt ein Schwert, der Angreifer ist unbewaffnet.
- Beide Kontrahenten führen ein Schwert.
- Beide Kontrahenten sind unbewaffnet.

### Der Angriff erfolgt mit Schwert, die Abwehr ist waffenlos
Der Angreifer (Uke) führt einen Hieb oder Stich. Der Verteidiger, Tori genannt, sucht nach initialem Ausweichen vor dem Hieb die Position links in Blickrichtung des Angreifers, nahe an dessen Körper. Diese Position muss er unmittelbar und ohne Zögern bereits mit der ersten Ausweichbewegung einnehmen, da er sich im direkten Wirkungsbereich der Klinge befindet. 
In dieser Position umfasst er von seiner seitlichen Position mit der linken Hand das Schwert am Griff zwischen den Händen des Angreifers. Mit einer abwärts gerichteten Kreisbewegung dreht er den Griff des Schwerts und damit auch beide Hände des Angreifers seitlich einwärts. Der linke Ellbogen des Angreifers weist dadurch senkrecht nach oben. Die Schwertspitze kippt bei der Drehbewegung senkrecht nach unten. 
Der Verteidiger umfasst darauf mit seiner rechten Hand den Handteller der linken Hand des Angreifers. Gleichzeitig drückt er den Schwertgriff in dessen linke Handfläche. Dieser Druck führt dazu, dass der Angreifer seine eigene linke, nach einwärts verdrehte Hand zur eigenen linken Schulter führt, um dem Druck auszuweichen. Dabei muss er aufgrund der Rotation den Griff loslassen und wird unmittelbar entwaffnet. 
Zur Kontrolle des Kontrahenten muss Tori die vom Schwertgriff gelöste linke Hand des Angreifers zusammen mit dessen nach oben weisenden Unterarm grifffest kontrollieren und in einer exakten Kippbewegung ohne Zögern nach vorne unten lenken. Mit dieser Kippbewegung kann er das einseitig geschliffene Schwert mit dem Schwertrücken führend unter seine eigene rechte Achsel führen, ohne sich der Gefahr des Sich-selbst-Schneidens auszusetzen.

### Der Verteidiger führt ein Schwert, der Angreifer ist unbewaffnet
Unter der Voraussetzung, dass der Verteidiger den Angreifer nicht schädigen will, führt er das Schwert in einer Weise, welche es dem Angreifer erlaubt, sich aus Richtung des Schwertrückens zu nähern und die Handgelenke zu umfassen.
Das Umfassen hat zum Ziel, weitere Bewegungen zu blockieren. Die Blockade einer Drehbewegung in Längsrichtung der schwertführenden Arme und der Klinge ist allerdings nahezu unmöglich. Der Verteidiger (Tori) dreht die Schwertklinge zum Angreifer, worauf dieser seinen Griff nicht lösen kann, da er sich bereits unmittelbar im Wirkungsbereich der Klinge befindet und sich seine nunmehr einwärts verdrehten Arme auch nicht mehr ideal zur Gegenwehr eignen.
Der Verteidiger führt sein Schwert hoch zu seiner linken Schulter, wobei er den Angreifer mit der Schwertspitze auf Distanz hält. Wollte er ihn stattdessen schädigen, wäre ein direkter Schnitt zu den Beinen oder zum Körper in Nahdistanz problemlos möglich. Der Angreifer muss sich die Schwertspitze trotzdem vom Leib halten und drückt das zu Beginn gefasste Handgelenk weiter von sich. Mit der für den Angreifer bedrohlichen Schneidebewegung zur eigenen linken Schulter unterläuft der Verteidiger den Armbereich des Angreifers von dessen Körpervorderseite im Innenbereich des Armes nach hinten in den Außenbereich von dessen Arm. 
Nach Abschluss der Bewegung mit senkrecht nach oben weisender Schwertspitze dreht der Verteidiger das Schwert wiederum mit der Klinge zum Angreifer (Stellung hasso gamae). Dieser kann den Griff weiterhin nicht loslassen, denn er befindet sich noch immer im direkten Wirkungsbereich des Schwerts.
Mit einer Kipp-Schneide-Bewegung nach vorne zum Hals des Angreifers muss dieser sich frontal vor dem Verteidiger zu Boden werfen, will er nicht von der Klinge geschnitten werden. In dieser abschließenden Stellung kontrolliert der Verteidiger den Angreifer einzig durch Positionierung des vordersten Teils der Klinge.

### Beide Kontrahenten führen ein Schwert
Das wesentliche an der Technik Sankyo besteht in einer seitlich horizontal ausgeführten Schneidebewegung auf Brusthöhe in Richtung der Achsel, zum Oberkörper oder zu den Beinen des Kontrahenten.
Gegeben sei die frontale Positionierung beider Kontrahenten mit gezogenen Schwertern. Beim Hochziehen des Schwertes zum Schlag wird die ganze Front entblößt. Meist wurden jedoch Rüstungen getragen, welche die Arme, Beine und den ganzen Oberkörper schützten. Die einzelnen Teile der Rüstung waren mit Lederriemen zusammen gebunden, auch aus Gründen der Bewegungsfreiheit und Gewichtsersparnis. In diesen schmalen Bereichen galt es den Kontrahenten zu treffen.  
Mit Hochziehen des Schwerts zum wuchtigen Frontalangriff wird die ganze Innenseite der schwertführenden Arme entblößt und kann mit einem Ausfallschritt und präziser Schwertführung getroffen werden. Anm.: Auch ein geringfügiger Schnitt, oder nur eine Ritze, führte oftmals bereits zur Beeinträchtigung des Schwertkämpfers im Kampf, und möglicher späterer Infektion. 
Alternativ sei die Position gegeben, dass ein senkrechter Hieb oder frontaler Stich bereits erfolgt ist und das Ausweichen zur rechten Seite des Angreifers gelungen ist. Mit der Ausweichbewegung verbunden ist der gleichzeitige Konterangriff mit einem diagonalen Schnitt über den Schwertrücken bis möglicherweise über die Schwertspitze hinaus. Dabei befindet sich der Schwertkämpfer in seitlicher Position rechts vom Kontrahenten. In dieser Lage dreht er seine Klinge zum Kontrahenten und schneidet unmittelbar von unten in einer aufwärts geführten Bewegung zu den Beinen, zum Oberkörper oder zur Achsel des Angreifers. 
Ein Ausweichen vor diesem Schnitt ist nahezu unmöglich.
Variationen der Ausführung sind in allen Schwertkampf- und Aikidō-Stilen möglich, wobei jedoch die Prinzipien beibehalten werden.

### Beide Kontrahenten sind unbewaffnet
In analoger Weise wird bei einem unbewaffneten Angriff die waffenlose Abwehr ausgeführt (Taijutsu):
Bei einem Stoß gegen das Körperzentrum oder zum Kopf wird nach der Ausweichbewegung zur äußeren Körperseite des Kontrahenten dessen Handgelenk aus seitlicher Position von oben gegriffen. Mit einer abwärts gerichteten Kreisbewegung dreht der Aikidōka den Unterarm am Handgelenk seitlich einwärts. Durch einen ergänzenden Griff in den Handteller bei offener Hand, resp. durch beidhändiges Umfassen der ganzen Faust, wird die einwärts gerichtete Drehbewegung unterstützt und weitergeführt, bis der Unterarm sich in senkrechter Position auf Schulterhöhe des Aikidōka befindet (analog der Position hasso gamae mit dem Schwert). 
Ergänzt wird die Bewegung durch Mitdrehen des ganzen Körpers des Aikidokas aus dessen eigenem Körperzentrum heraus, womit die muskulär geführte Drehung von der ganzen Körpermasse zusätzlich unterstützt wird. Die Einwärtsdrehung wird ausgeführt, bis der Kontrahent in seiner Vorwärtsbewegung gänzlich gestoppt und zu einer rückwärts gerichteten Bewegung veranlasst wird.
Aus der Haltung mit senkrecht nach oben weisendem Ellbogen und einwärts gedrehtem Unterarm des Angreifers wird eine Dreh-Kipp-Bewegung nach hinten und unten ausgeführt in der Art, als wollte man mit einem Schwert in die Beine des Kontrahenten schneiden. 
Dadurch verliert der Angreifer gänzlich den Stand und muss sich frontal zu Boden werfen, ansonsten seine Schulter und der Ellbogen in Mitleidenschaft gezogen werden. 
Der Angreifer wird flach auf dem Bauch liegend kontrolliert, indem die eingangs ausgeführte Drehbewegung ständig bis unmittelbar vor dem Schmerzpunkt aufrechterhalten wird. Dadurch ist die Lage für den Angreifer schmerzlos, solange er sich ruhig verhält.
Erfolgt der Angriff durch einen Griff, wird dieselbe einwärts gerichtete Drehung ausgeführt, bis sich der Unterarm des Angreifers in senkrechter Stellung befindet und die festgehaltenen Dinge aus der Faust gelöst werden können. Die Bewegung wird dann wie beschrieben fortgeführt, bis die Festhalteposition erreicht ist.

## Abschluss der Technik mittels Immobilisation
Alle Varianten von Sankyo werden im Aikidō üblicherweise in eine Immobilisation überführt.